# アスワン・ハイ・ダム
アスワン・ハイ・ダム (アラビア語: سد أسوان العالي sadd ’aswān al-‘ālī, 英語: Aswan High Dam)は、エジプトの南端部、アスワン地区のナイル川に作られたダムである。
アスワンダムは2つあるものの、現在では単に「アスワンダム」と言うとアスワン・ハイ・ダムを指すことが多い。1902年に完成した古いアスワンダムは、区別のためにアスワン・ロウ・ダム（Aswan Low Dam）とも呼ばれる。アスワン・ロウ・ダムは、1902年に完成して以降、数度にわたって拡張された。
アスワン・ハイ・ダムは、アスワン・ロウ・ダムの6.4 km上流に建設され、1970年に完成した。

## 概要

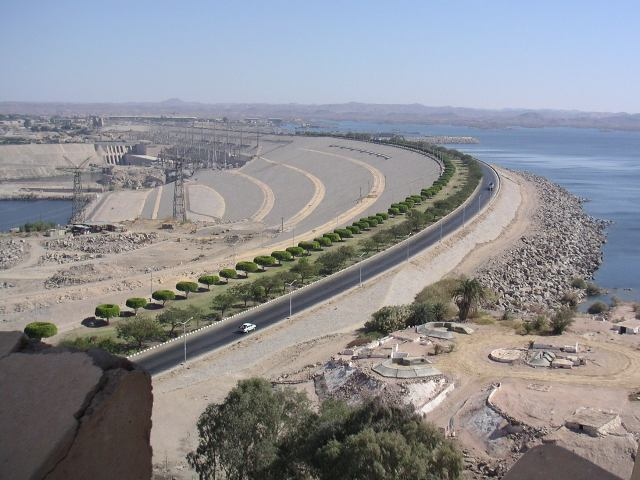
アスワン・ハイ・ダム

アスワンダムの建設目的は、ナイル川の氾濫防止と灌漑用水の確保である。しかし、1902年に作られたアスワン・ロウ・ダムだけでは力不足であったために、当時のエジプトのガマール・アブドゥル・ナセル大統領が、ソビエト社会主義共和国連邦の支援を受けてアスワン・ハイ・ダムを国家的事業として計画を立てた。
こうして1970年に新たに建設されたアスワン・ハイ・ダムは、堤の高さが111 m、堤の全長が3600 mの巨大なロックフィルダムである。アスワン・ハイ・ダムによって出現した、表面積5250 km2の巨大な人工の湖であるナセル湖の名は、ガマール・アブドゥル・ナセル大統領の功績を讃えて命名されたものである。
アスワン・ハイ・ダムの完成によって、毎年のように起こっていたナイル川の氾濫を防止すると共に、12基の水力発電装置によって合計2.1 GWの電力が供給可能になった。またダムにより出現したナセル湖から供給される水は、不足がちだった農業用水を安定させ、周辺の砂漠の緑化も行われた。さらに、ナセル湖での漁業は活発で、豊富な水産物は重要な食料として活用されている。なお、今では、周辺の遺跡と共に、ダム付近は観光地ともなっている。
その一方で、ナイル川の生態系のバランスを破壊したなどの批判もある。ナイル川が上流から運搬してくる土砂がダムによって遮られたために、ダムの下流では河岸の侵食、さらに、ナイル川河口部の三角州への土砂の供給も減少し、付近の海岸の侵食も起きている。また、そこに生息する生物にも影響が出ており、一部地域では住民に寄生虫による病気を増加させた。さらに、ナイル川の上流から運搬されてくる土砂がダム内に堆積することによって、いずれダム湖が埋まるなどの問題も存在する。この他、エジプトが観光収入を得る観光資源ともなっている遺跡への悪影響も懸念されている。

## 構造
- 堤高 - 111 m
- 堤頂長 - 3600 m
- 幅(基礎部分) - 980 m
- 厚さ(基礎部分) - 180 m
- 発電能力 - 2.1 GW (175 MWの水力発電機が12基)

## 沿革

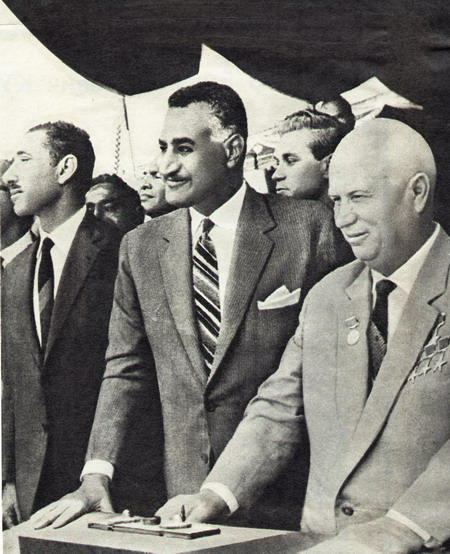
エジプトのナセル大統領 (中)と、ソビエト連邦のフルシチョフ首相 (右)

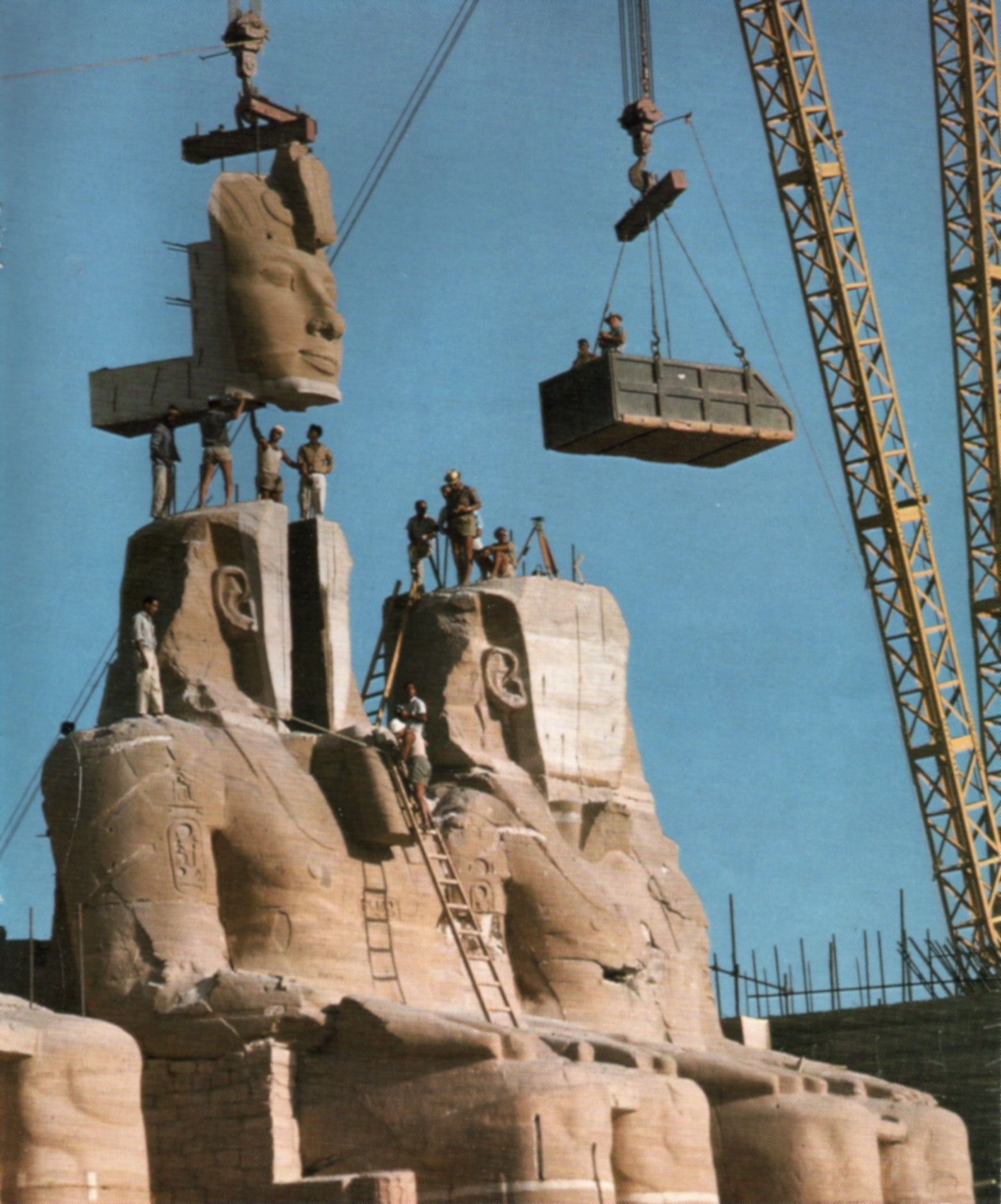
ダム湖の出現により水没予定の遺跡を、分解して移築。

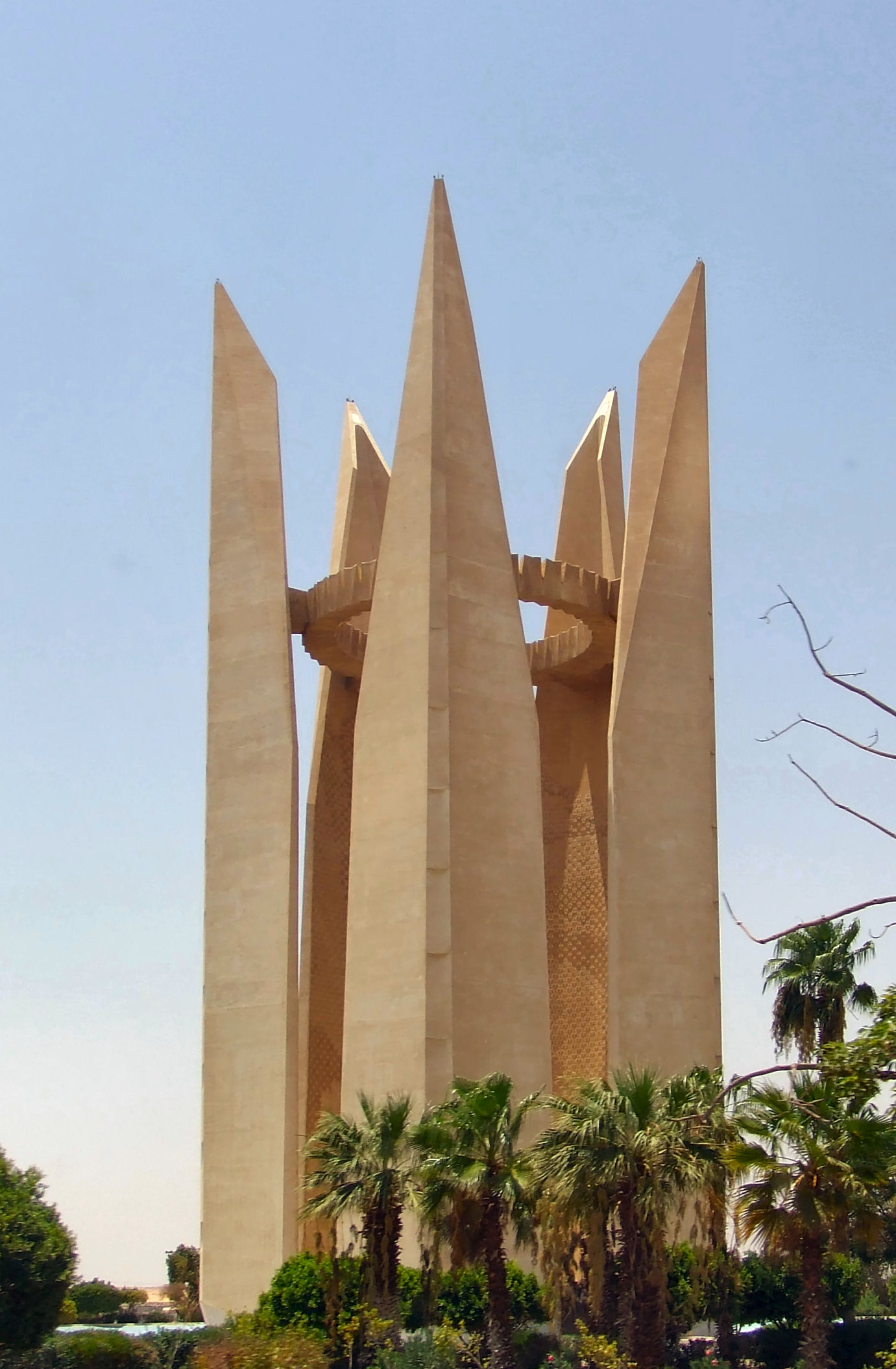
アスワン・ハイ・ダムの記念塔。ダム湖の湖畔にある。

かつてナイル川の下流のエジプトでは、毎年夏にナイル川の氾濫によって洪水が発生していた。ただ、この洪水がナイル川流域に肥沃な土壌を形成することに役立っていた。つまり、この洪水は古代からのエジプトの文明を支えてきた側面があった。
しかし、19世紀中盤にこれまでの水路を深く掘り下げて、夏運河と呼ばれる通年灌漑用の水路とすることによって農業生産高が激増した。これにより流域の人口が激増すると、ナイル川の洪水は必ずしも農業生産に不可欠なものだとは認識されなくなった。逆に、住居や農地を押し流す洪水をコントロールしたいと考えられるようになった。
ナイル川は、アスワンのすぐ南で急流が続いており、船舶の航行が不可能となっている。そのため、アスワン（エレファンティネ）は古代エジプトにおいては長く南の国境とされ、ここより南はヌビアとして別の文明圏であると考えられていた。一方で、この地形はダム建設には最適であったため、上述の理由によりナイル川へのダム建設が構想されるようになると、エジプトを保護下に置いていたイギリスによって調査が行われた。そして1902年に、アスワンのすぐ南にアスワンダムが建設された。これにより治水能力は大幅に向上したものの、それでもなおナイル川の洪水を完全にコントロールできたわけではなかったため、やがてより大規模なダム建設が構想されるようになっていった。
結局アスワンダムだけでは不充分と結論したエジプト政府は、1952年にアスワン・ハイ・ダムの建設計画を立案し始めた。しかしその後、エジプト革命で政権交代が起こり、イギリス主導で行われていた建設計画は中止されるに至った。
一旦は中止されたアスワン・ハイ・ダムの建設計画だったが、ガマール・アブドゥル・ナセル大統領率いる革命政府は、ダム建設によって大きな利益を得られると踏み、さらに革命によって近代化されたエジプトのシンボルとなると計算して、計画を再開した。また、建設へ向けて資金調達を始めた。この計画に対しアメリカ合衆国が資金援助を申し込んだものの、エジプトとは敵対関係にあるイスラエルを支援するアメリカ合衆国とエジプトとの交渉は難航し、援助計画は破棄された。ナセル大統領は援助に代わる財源確保のために、1956年にスエズ運河の国有化を宣言した。これはスエズ運河の権益を所有していたイギリスとフランスを激怒させ、両国はイスラエルを支援してスエズ運河の奪回を画策し、第二次中東戦争の発端となった。この戦争によりエジプトは軍事的には敗北したものの、政治的には勝利し、アラブ世界の広範な支持を得たナセル政権は磐石のものとなった。さらに1958年には、冷戦の影響もあり、ソビエト連邦がエジプトへの建設資金と機材の提供を申し出て、ソビエト連邦の企業であったギドロプロエクトが設計で協力することになった。これにより、政治的にも資金的にも技術的にも巨大プロジェクトを遂行する準備が整った。
1960年1月9日にアスワン・ハイ・ダムの起工式が行われ建設が始まった。しかし、資金面、技術面以外にも、アスワン・ハイ・ダムの建設には2つの大きな問題があった。1つ目は、ダム湖によって水没する地域の約9万人とも言われる住民の移住である。結局、水没地域の住民は主にルクソールからコム・オンボの間に開かれた30の新開地へと移住させることで解決が図られた。そして2つ目は、同じく水没地域にあった、古代エジプトの遺跡群の保護の問題である。当初は、ヌビア遺跡のアブ・シンベル神殿をはじめとする遺跡群は、そのまま水没させてしまう計画だった。しかし、国際社会からの批判の声が強く、最終的にユネスコから援助を受けて、巨額の費用をかけて湖畔に移築された。移築されたのはアブ・シンベル神殿だけではなく、アスワン・ロウ・ダム建設時から水没していたフィラエ島のイシス神殿や、カラブシャ神殿、アマダ神殿、ワディ・セブアなど10個ほどの遺跡も水面上へと移設した。
こうして、総費用10億米ドルをかけて1970年にアスワン・ハイ・ダムは竣工した。また、竣工を記念した塔が、ナセル湖畔に建てられていた。その後、第四次中東戦争においてイスラエル軍によりペイント弾を投下された。このこともあり、2018年現在では軍事施設に匹敵する重要な防衛拠点として、軍が駐留して厳しい警備が行われている。

## 影響

### 産業
アスワン・ハイ・ダムの完成によって出現した人造湖のナセル湖では、次第に富栄養化が起こり漁業が活発化していった。
また、アスワン・ハイ・ダムの完成により、エジプト、スーダンに跨る広大な地域が耕作可能となった。1973年に起きた大旱魃の際も、周辺国で旱魃が起きても、エジプトは全く旱魃の影響を受けなかった。さらに、ナセル湖の水を湖西部北岸のトシュカより北西の低地へと送り込み、2250 km2の耕地を開発するトシュカ・プロジェクトが1998年に着工され、2003年に完成した。ただ、それでもエジプトの2008年現在の耕作地は約35,400 km2と、国土面積の36‰に過ぎない。しかも、耕作可能な場所が広がったとは言え、エジプト全体で見れば2012年現在においても食糧自給が達成されず、穀物を輸入している。
この他、ダムの建設によりナイル川の氾濫が少なくなり、穏やかな水流になった。渇水期であった冬季の水量も安定し、そのため、船に乗りナイル川を途中遺跡に立ち寄りながらクルーズするのが上流下流ともに盛んになった。アスワンからアブシンベルにもクルーズ船が就航し、多くの観光客を集めている。2012年現在も、観光収入はエジプトにおける重要な外貨獲得の手段の1つとなっている。
なお、当初建設後、ナイル川上流から運搬されてくる土砂などの堆積でダムが使用不能になるまでには、500年かかると予想されていた。しかし現在の観測によると水力発電に影響が出るのが約500年後で、ダムが完全に埋まるのは約1700年先だと見積もられている。

### 遺跡
ダム下流のナイル川周辺には数々の重要な遺跡がある。ダムの建設によりナイル川下流の水量は安定した。しかし、このようにナイル川が安定した水位を保っていることによって、周辺の土壌、ひいては、その上に建つ遺跡自体へ水分が侵入することになった。これは、史跡の保存上、悪影響があると考えられ、対策の必要性が論じられている。

### 環境
ナイル川下流域では、土壌痩せが深刻となった。ナイル川デルタ地帯ではナイル川からの土砂供給の減少により、河岸および海岸の侵食が激しくなる影響が出た。また、河口付近の海の生態系への影響も存在する。
この他に、ナセル湖の出現により、局地的な気象の変化も発生した。湖面から膨大な量の水蒸気の蒸発が起こるようになったため、ナセル湖周辺では時折豪雨が降るようになったのである。

### 健康・公衆衛生
アスワン・ハイ・ダム完成後、下流の住民にビルハルツ住血吸虫の感染が蔓延した。これは、ダムの完成と周辺への灌漑のため、ナイル川本流の水流が減った上に、何よりも、ダムによってナイル川の流量の多い時期に貯水が行われ、洪水時の激しい水の流れも起こらないなど、ダムよりも下流の最大流速が落ちたことで、住血吸虫の中間宿主である巻貝が大量繁殖したためである。ダム完成前は、ビルハルツ住血吸虫の中間宿主である巻貝は洪水により地中海へと押し流されていた。